# 出口たかし
出口 たかし（でぐち たかし、1991年7月4日 - ）は日本のミュージシャン、ボーカリスト、シンガーソングライター、作詞家、作曲家、振付師、モデル、ディレクター、保育アーティスト。東京都出身。目白大学卒業。元GRiTのリーダーであり、現在はソロ活動をしている。所属レーベル、事務所は共に日本コロムビア株式会社。

## 来歴
2017年2月～2018年12月まで3人組ダンスボーカルグループ「GRiT（グリット）」のボーカルとして活動。
2019年より日本コロムビアにて「せっしゃ！アニマル侍」にてメジャーデビュー。子ども向けの楽曲を中心に歌唱する保育アーティストとして活動を開始し、保育講習会やキッズイベントなどに積極的に参加している。現在は子ども向けの楽曲を中心に作詞、作曲、振り付け、監督などを自身で手掛ける他、子ども向けCD、映像コンテンツのディレクションや保育雑誌のモデルを担当するなど、活動の幅を広げている。
テレビ東京系きんだーてれびにレギュラー出演。
フレーベル館 キンダーブックにて連載中。
YouTubeにて公開されている「たかしの手あそび・こどものうた」の総合再生回数は8000万回を越えている。
アーティストとしての活動のみならずディレクターとして子ども向け作品を手掛けている。
歌手活動前は保育士として働くかたわら、役者を目指していた。
その後、役者の勉強をするにあたり、一旦保育士の仕事を辞める。
同時期に通っていたバーがあり、そこのカラオケで歌っていたことが芸能界入りのきっかけ。
常連客の中に偶然某有名事務所の社長が居合せ、歌を評価しオーディションへ誘った。

## 取得資格
保育士免許、幼稚園教諭第一種免許、認定ベビーシッター資格をもっている。また、元保育士。

## ディスコグラフィ
- うんどう会2019
  - せっしゃ！アニマル侍（作詞：出口たかし、作曲：出口たかし・小川コータ、編曲：久下真音）
- はっぴょう会2019
  - おやこのサイン～ベビーサインのうた～（作詞・作曲：出口たかし、編曲：久下真音）
  - まわるよ おすし（作詞：出口たかし、作曲：出口たかし・ヨタバイト、編曲：ヨタバイト）
- ハロウィンはおおさわぎ ※配信限定リリース
  - ハロウィンはおおさわぎ（作詞・作曲：出口たかし、編曲：ヨタバイト）

- うんどう会2020
  - 恐竜ロック（作詞・作曲：出口たかし、編曲：内海孝彰）
  - やさいのおしり（作詞：出口たかし、作曲：出口たかし・ヨタバイト、編曲：ヨタバイト）
- はっぴょう会2020
  - おっとっと音頭（作詞：出口たかし、作曲：出口たかし・栗山健太、編曲：IKW）

- くまモン 10th ANNIVERSARY CD&PHOTOBOOK 〜ハッピー＆サプライズ〜
  - かモン！くまモン！（歌唱）
- 『魔進戦隊キラメイジャー』主題歌シングル
  - エンディング主題歌「キラフル ミラクル キラメイジャー」（歌唱/オリコンウィークリー10位）
- 魔進戦隊キラメイジャー ミニアルバム2
  - 貫きシャイニング！キラメイシルバー（歌唱）

- ジャングルウォッシュシュ
  - ジャングルウォッシュシュ（歌唱：出口たかし、作詞：出口たかし、作曲：出口たかし・ha-j、編曲：ha-j） きんだーてれび火曜日エンディングテーマ

- 君がいい/にちようび
  - 君がいい（歌唱：出口たかし、作詞・作曲：出口たかし・ha-j・PA-NON、編曲：ha-j）
  - にちようび（歌唱：出口たかし、作詞・作曲：出口たかし・栗山健太、編曲：IKW）

- うんどう会2021
  - 暁〜燃やせ魂〜（歌唱：出口たかし、作詞・作曲：出口たかし・ha-j、PA-NON編曲：ha-j）

- はっぴょう会2021
  - サンタさんへのおてがみ（歌唱：出口たかし、作詞・作曲：出口たかし・ha-j、PA-NON編曲：ha-j
  - パンダのきょうだい（歌唱：出口たかし、作詞・作曲：出口たかし、みきちゅ　編曲：ha-j、みきちゅ）

- うんどう会2022
  - 未来のたからもの（歌唱：出口たかし、作詞・作曲：出口たかし・ha-j、PA-NON編曲：ha-j）
  - キッズたいそう〜ゆめのたんけんたい（歌唱：出口たかし・福田翔・菊岡彩&宮原ひとみ、作詞・作曲：出口たかし・栗山健太・田中ひなの・Yusee、編曲：田中ひなの・Yusee）

## 提供作品
- 『魔進戦隊キラメイジャー』より
  - キラメイバンド「勇気を奏でて」（作詞）
- 『王様戦隊キングオージャー』より
  - 古川貴之「全力キング」（振り付け）
  - 高橋秀幸&伊勢大貴「宴じゃオージャー！」（24話劇中振り付け）
  - 高取ヒデアキ「Pride and Brave」（33話劇中振り付け）
  - リタ・カニスカ（平川結月）「もっふんのうた　リタver」（38話劇中振り付け）
- くまモン「くまモンスクエアのテーマ〜ロックバージョン〜」（振り付け）
- ぐんまちゃん
  - 「∞リボンをギュッと∞ぐんまちゃんダンス」（振り付け）
  - 「ぐ〜！ぐ〜！ぐんまちゃん」（作詞、共作曲、振り付け）
- 堀内まり菜「みらくる☆エブリデー」（共作曲、振り付け）
- 鈴木愛奈「Reverse-Rebirth」（共作詞、共作曲）
- 永塚拓磨「dance with me」（共作詞、共作曲）
- 中納良恵・さかいゆう・趣里「ハッピー⭐︎ブギ」（振り付け）

## 出演
テレビ
- きんだーてれび「出口たかしのうたってあそぼうキラキラソング！」（2019年10月 -   テレビ東京）
- きんだーてれび「きん☆モニ」ゲスト出演（2020年5月29日、6月5日、2021年1月29日、2月12日、2月26日）

ドラマ
- 魔進戦隊キラメイジャー（2020年9月20日、テレビ朝日、医志團メンバー 役）

## メディア

### 出演イベント
- かぞくみらいフェス2019
- 学研サムデイクラブ夏の講習会 神戸会場
- 子育てママ☆パパ応援カーニバル
- ニコニコフェスタ 日光街道道の駅イベント
- ナレッジキャピタル ワークショップフェス
- 角館町 サンタが俺らほさやってくる！！
- 水天宮 節分祭
- くまモンファン感謝祭2020 in TOKYO
- リトルママオンラインフェスタ
- 歌って踊って!ケロポンズサマーセミナー2020
- ツルハドラッグ×リトル・ママ×HTB オンラインフェスタ
- キラメイ音楽祭(魔進戦隊キラメイジャー)
- スーパー戦隊魂2020
- new normal文化祭～音楽で日本をアゲる!SP 文化放送
- 出口たかし　SPECIAL LIVE
- 特歌祭オンライン２（35）
- ぐんまちゃん オンラインミニ講習会
- 魔進戦隊キラメイジャーファイナルライブツアー2021
- リトル・ママフェスタ東京2021 Jun

### 書籍
- 学研「Piccolo」2019年2月号
- 2019 うんどう会 テキスト
- 学研「Piccolo」2019年6月号
- 学研「Piccolo」2019年7月号
- 2019 はっぴょう会 テキスト
- 学研「Piccolo」2019年10月号
- 学研「Piccolo」2019年12月号
- 学研「Piccolo」2020年2月号
- 辰巳出版 ｢東映ヒーローMAX｣ Vol.61
- 徳間書店 ｢ハイパーホビー｣ Vol.15
- ホビージャパン ｢宇宙船｣ Vol.168
- ナツメ社 ｢お誕生日会パーフェクトブック｣
- 宝島社 MonoMax 2020JUN06
- フレーベル館 キンダーブック2
- 学研 あそびと環境 0.1.2歳 2021年5月号

### 連載中
- フレーベル館 キンダーブック2 2021年4月〜連載中